# Ейзенштейн Михайло Осипович
Ейзенштейн Михайло Осипович (5 вересня, 1867, Санкт-Петербург — 2 липня, 1920, Берлін) — інженер, архітектор і декоратор, відомий забудовою центру міста Рига у стилі модерн.
Батько радянського кінорежисера Сергія Ейзенштейна.

## Ранні роки
Народився у місті Біла Церква, тоді Васильківський повіт, Київська губернія. Батько був німецьким євреєм, мати мала шведські коріння. Батьки, щоб мати можливість оселитися в Санкт-Петербурзі, прийняли православ'я. Родина була заможною. В родині були ще брати Олександр, Володимир, Миколай, Дмитро та сестра Софія. Родина перебралась у Київ, де Михайло закінчив реальне училище.

## Освіта і прихильності
В 1893 році закінчив Петербурзький інститут цивільних інженерів. Кар'єра архітектора і інженера в період будівельного буму, обіцяла прибуток.
1897 року разом із дружиною перебрався на проживання і роботу у місто Рига. Ревний православний, Михайло Ейзенштейн отримав посаду голови департамента містобудівництва, отримав чин дійсного статського радника, що відповідав військовому чину генерала, та став членом ризької православної громади. Син Сергій, кінорежисер, характеризував батька як ревного служаки. Ще 1900 року він став головою департаменту шляхів сполучення тодішньої Ліфляндії. Володів російською, французькою та німецькою мовами, мав приватну бібліотеку, був прихильником салонного живопису й театру.

## Смаки в архітектурі

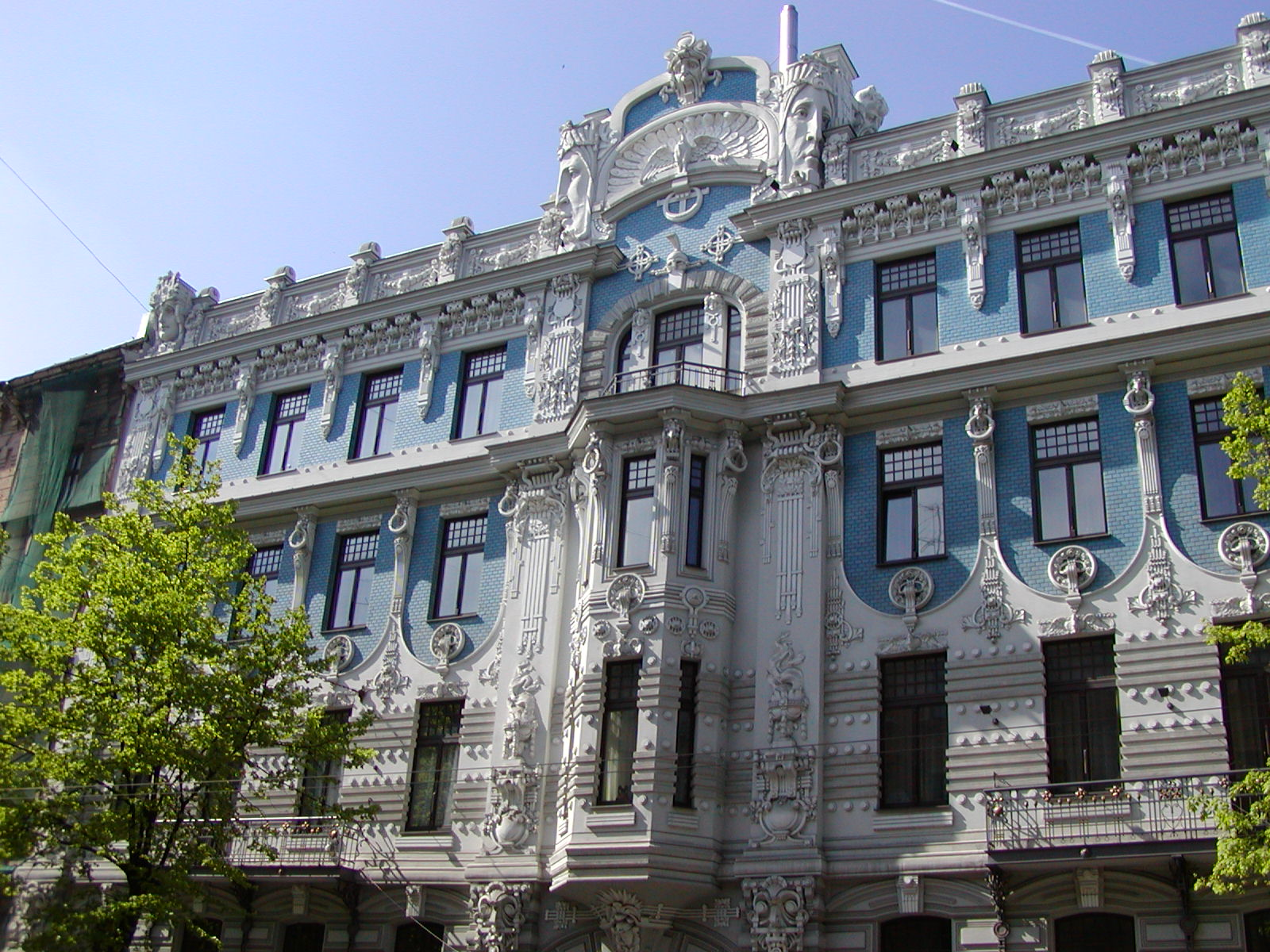
Рига, будинок 1903 р. побудови

В архітектурі був представником раннього, декоративного модерну. Часто обмежувався створенням надто пишного, різноманітного декору головного фасаду, де поєднував орнаменти від доби маньєризму, ренесансу, модерну в пишні композиції. Низка будинків нового заможного району міста Риги (тодішня вулиця Альберта) має фасади з пафосним декором за проєктами Михайла Ейзенштейна.

## Власна родина
Михайло Осипович обрав у дружини доньку купця Івана Конецького, Юлію. Він отримав за дружиною багатий посаг. Про педантичність і жадібність Михайла Осиповича збережено чимало спогадів і відгуків сучасників. Ревним служакою запам'ятався батько і синові, майбутньому кінорежисеру.
Михайло Осипович був палким прихильником нічного життя, в свою чергу цим зайнялась і його дружина. Стосунки в родині зіпсувались і дружина покинула Ригу 1909 року, забравши з собою і весь багатий посаг. Син Сергій був залишений з батьком, котрий отримав 1916 року дворянство Російської імперії.
Після трагічних подій 1917 року Михайло Осипович відбув у Берлін, де узяв шлюб вдруге з володаркою пансіону для літніх людей Єлизаветою Міхельсон. Доживав з нею.

## Останні роки
1918 року, наляканий терором більшовиків і хаосом в країні, Михайло Ейзенштейн емігрував до міста Берлін. Помер у Берліні 1921 р. Поховання відбулося на православному берлінському кладовищі.

## Обрані твори (фотогалерея)

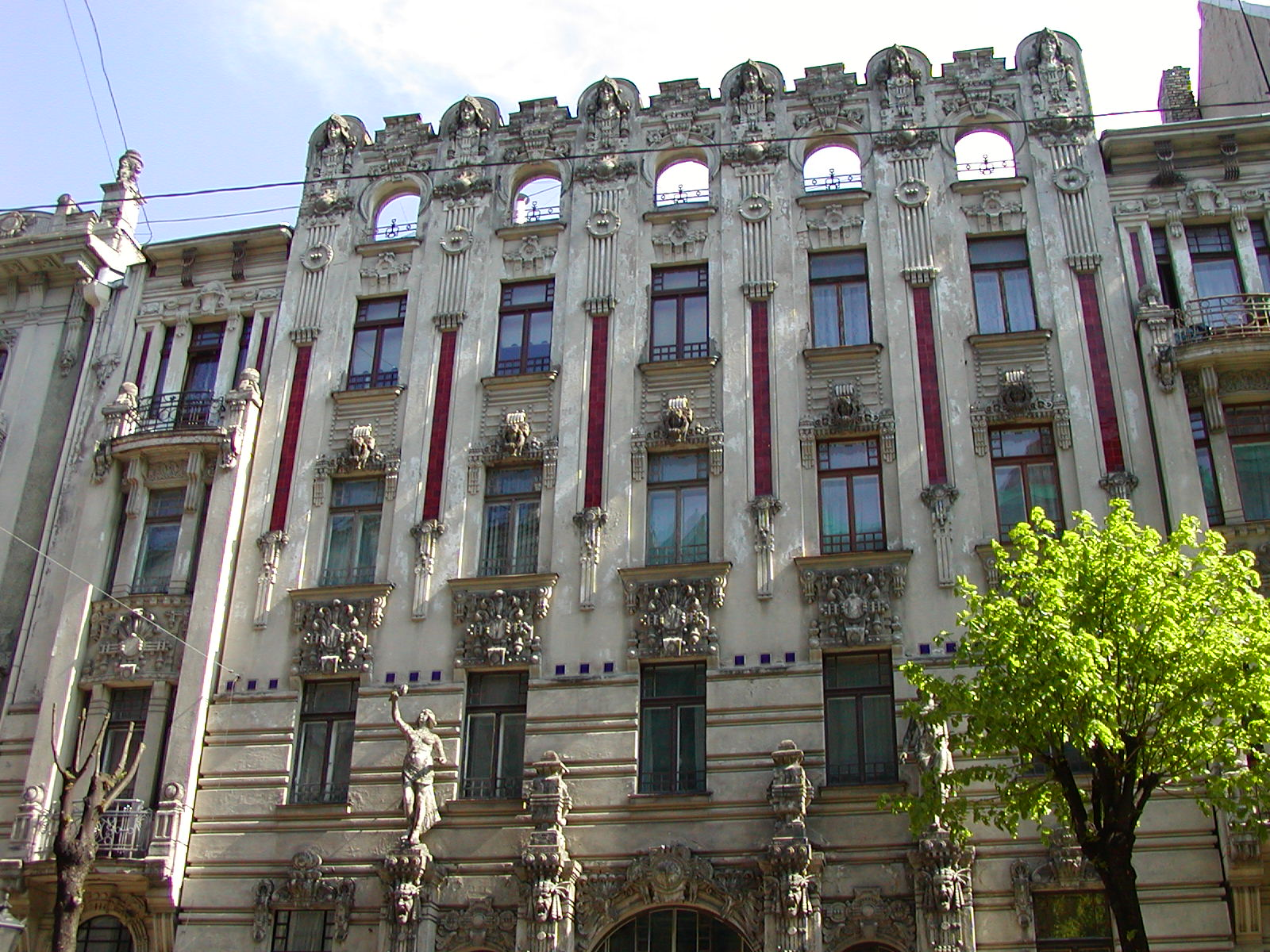
Рига, будинок 1906 р. побудови
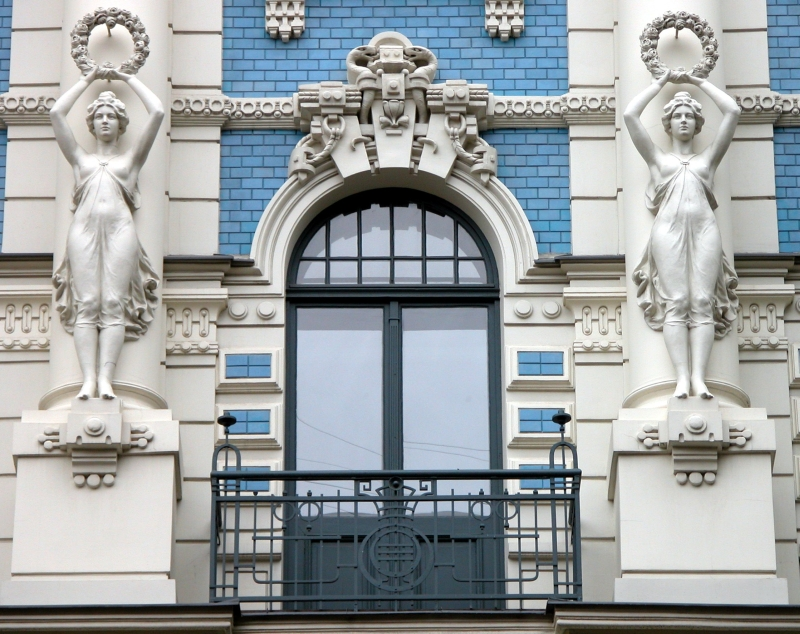
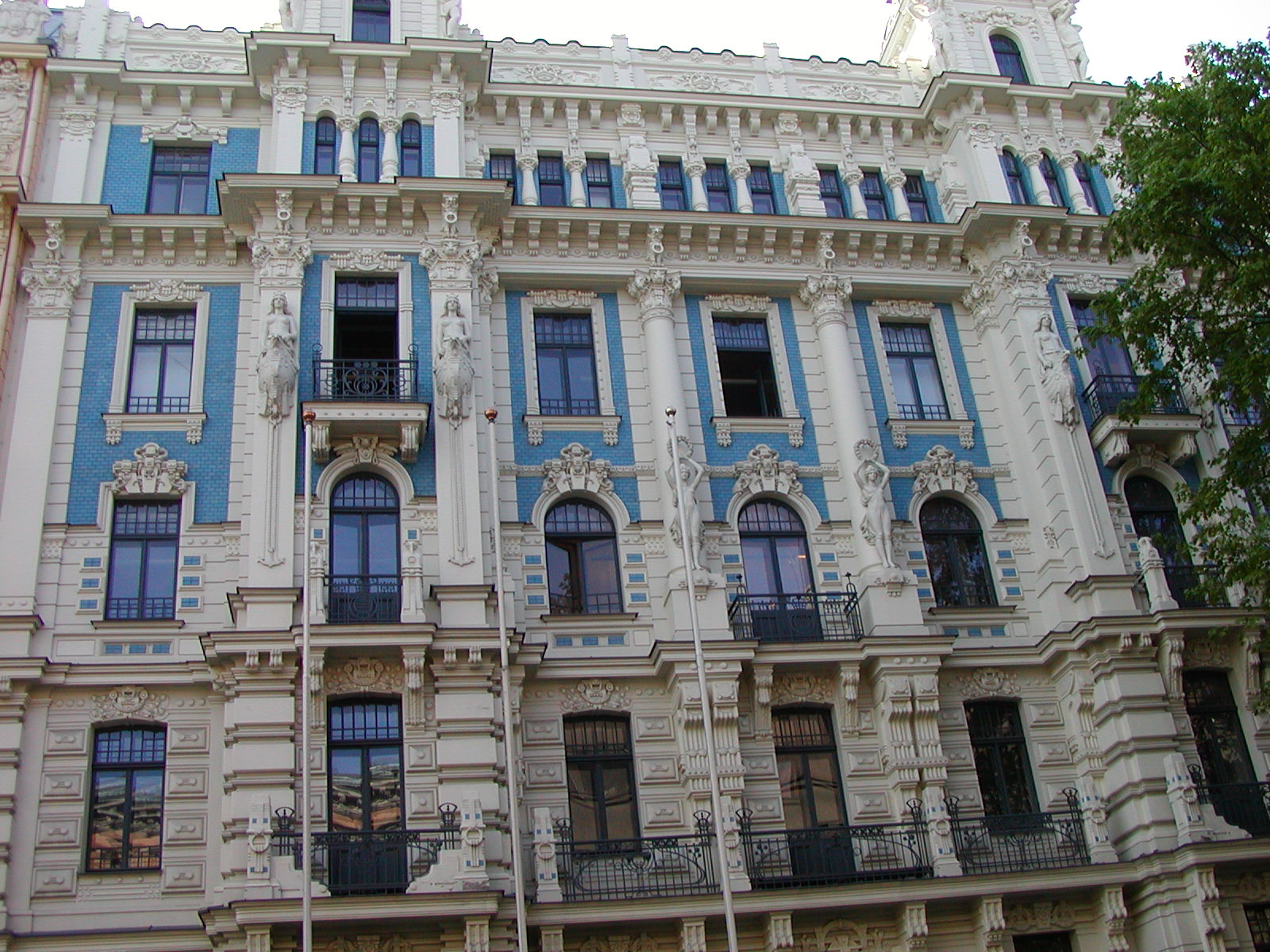
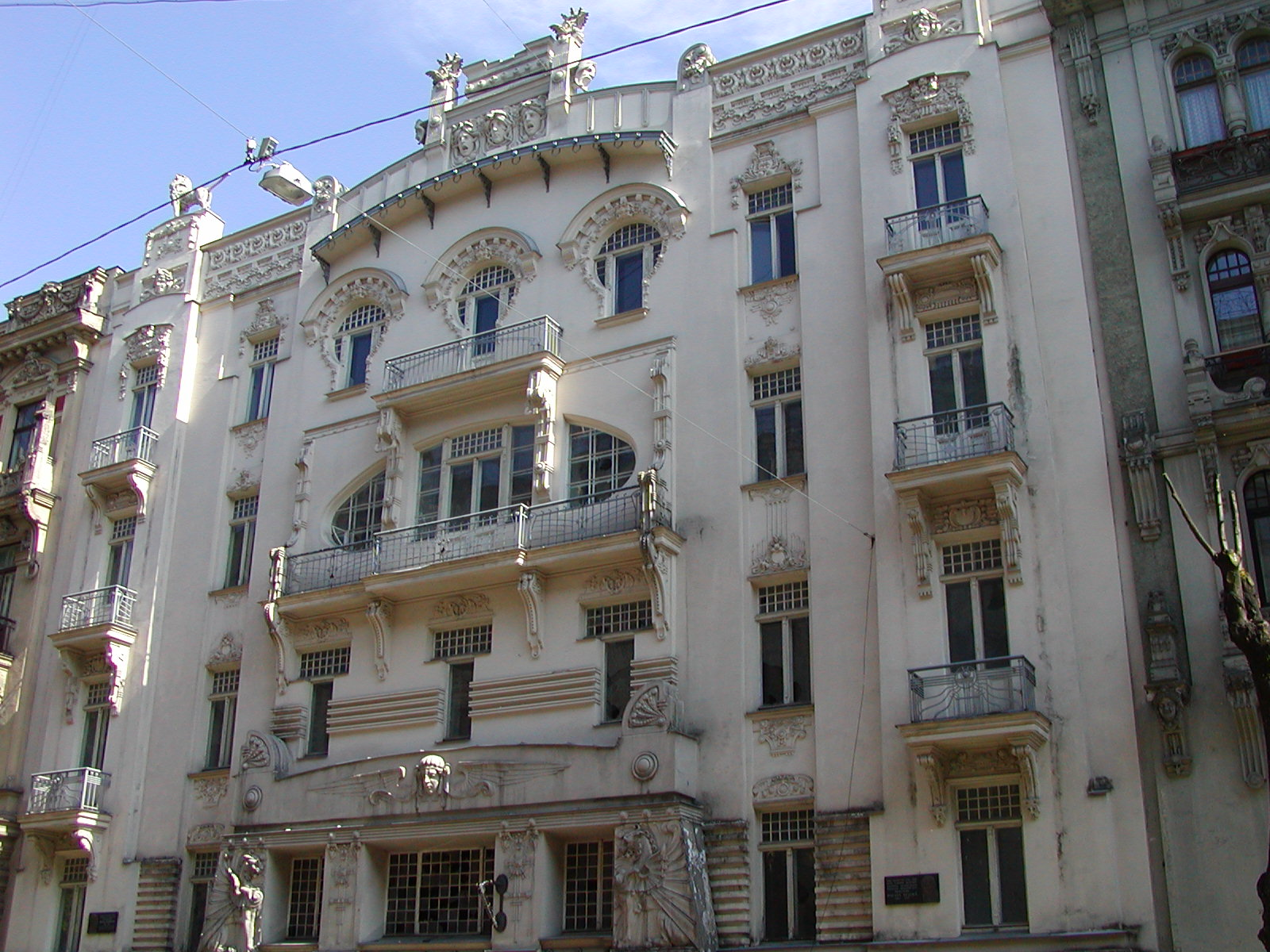
Рига, будинок з левами